# Andragradsyta
Inom matematiken är en andragradsyta en D-dimensionell hyperyta definierad som lösningsmängden till ett kvadratiskt polynom. Med koordinater {x0, x1, x2, …, xD} definieras den allmänna andragradsytan av ekvationen
{\displaystyle \sum _{i,j=0}^{D}Q_{i,j}x_{i}x_{j}+\sum _{i=0}^{D}P_{i}x_{i}+R=0}
där Q är en D+1 dimensionell matris, P är en D + 1 dimensionell vektor, och R en konstant.  Värdena Q, P och R tas ofta som reella tal eller komplexa tal.
I normalform skrivs en tre-dimensionell (D = 3) andragradsyta centrerad i origo (0,0,0) som:
{\displaystyle {\frac {x^{2}}{a^{2}}}\pm {\frac {y^{2}}{b^{2}}}\pm {\frac {z^{2}}{c^{2}}}=1}
Med translationer och rotationer kan varje andragradsyta transformeras till en av flera normalformer. I det tredimensionella euklidiska rummet finns 16 sådana normalformer och de mest intressanta är
| Yta                                                       | Ekvation                                                                        | Plot |
| Ellipsoid                                                 | {\displaystyle {x^{2} \over a^{2}}+{y^{2} \over b^{2}}+{z^{2} \over c^{2}}=1\,} |      |
| Elliptisk paraboloid                                      | {\displaystyle {x^{2} \over a^{2}}+{y^{2} \over b^{2}}-z=0\,}                   |      |
| Hyperbolisk paraboloid                                    | {\displaystyle {x^{2} \over a^{2}}-{y^{2} \over b^{2}}-z=0\,}                   |      |
| Enmantlad elliptisk hyperboloid                           | {\displaystyle {x^{2} \over a^{2}}+{y^{2} \over b^{2}}-{z^{2} \over c^{2}}=1\,} |      |
| Tvåmantlad elliptisk hyperboloid                          | {\displaystyle {x^{2} \over a^{2}}+{y^{2} \over b^{2}}-{z^{2} \over c^{2}}=-1}  |      |
| Elliptisk cylinder                                        | {\displaystyle {x^{2} \over a^{2}}+{y^{2} \over b^{2}}=1\,}                     |      |
| Hyperbolisk cylinder                                      | {\displaystyle {x^{2} \over a^{2}}-{y^{2} \over b^{2}}=1\,}                     |      |
| Parabolisk cylinder                                       | {\displaystyle x^{2}+2ay=0\,}                                                   |      |
| Sfäroider (specialfall av ellipsoider)                    | {\displaystyle {x^{2} \over a^{2}}+{y^{2} \over a^{2}}+{z^{2} \over b^{2}}=1\,} |      |
| Sfär (specialfall av sfäroid)                             | {\displaystyle {x^{2} \over a^{2}}+{y^{2} \over a^{2}}+{z^{2} \over a^{2}}=1\,} |      |
| Cirkulär paraboloid (specialfall av elliptisk paraboloid) | {\displaystyle {x^{2} \over a^{2}}+{y^{2} \over a^{2}}-z=0\,}                   |      |
| Enmantlad cirkulär hyperboloid                            | {\displaystyle {x^{2} \over a^{2}}+{y^{2} \over a^{2}}-{z^{2} \over b^{2}}=1}   |      |
| Tvåmantlad cirkulär hyperboloid                           | {\displaystyle {x^{2} \over a^{2}}+{y^{2} \over a^{2}}-{z^{2} \over b^{2}}=-1}  |      |
| Elliptisk kon                                             | {\displaystyle {x^{2} \over a^{2}}+{y^{2} \over a^{2}}-{z^{2} \over b^{2}}=0}   |      |
| Cirkulär cylinder                                         | {\displaystyle {x^{2} \over a^{2}}+{y^{2} \over a^{2}}=1}                       |      |
| Cirkulär kon                                              | {\displaystyle {x^{2} \over a^{2}}+{y^{2} \over a^{2}}-z^{2}=0}                 |      |